# (20219) Brianstone
(20219) Brianstone est un astéroïde de la ceinture principale.

## Description
(20219) Brianstone est un astéroïde de la ceinture principale. Il fut découvert le 6 avril 1997 à Socorro (Nouveau-Mexique) par le projet LINEAR. Il présente une orbite caractérisée par un demi-grand axe de 2,65 UA, une excentricité de 0,21 et une inclinaison de 12,2° par rapport à l'écliptique.

## Compléments